# Bucla temporală (Star Trek: Generația următoare)
„Bucla temporală” (titlu original: „Time's Arrow”) este un episod în două părți (al 26-lea episod din al cincilea sezon și primul episod din al șaselea sezon) al serialului TV american științifico-fantastic Star Trek: Generația următoare și al 126-lea episod și al 127-lea episod în total. A avut premiera la 15 iunie 1992 (partea I) și 21 septembrie 1992 1992 (partea a II-a).
Episodul a fost regizat de Les Landau după un scenariu de Joe Menosky & Michael Piller (partea I) și Jeri Taylor (partea a II-a) bazat pe o poveste de Joe Menosky.  Invitat special este Jerry Hardin în rolul lui Samuel Clemens. 

## Prezentare
Un artefact vechi de 500 de ani este descoperit pe Pământ: capul retezat al lui Data. Nava USS Enterprise cercetează implicarea unor extratereștri în trecutul Pământului, iar Data își îndeplinește destinul. 
Membrii echipajului navei Enterprise îl urmează pe Data în San Francisco anilor 1890. Aceștia au de-a face cu Samuel Clemens (și îl întâlnesc pe Jack London), în timp ce încearcă să găsească o cale de împiedica un grup de extratereștri să se amestece în istoria Pământului secolului 19.

## Actori ocazionali
- Whoopi Goldberg - Guinan
- Jerry Hardin - Samuel Clemens
- Michael Aron - Jack London
- Barry Kivel - Doorman
- Ken Thorley - Seaman
- Sheldon Peters Wolfchild - Joe Falling Hawk
- Jack Murdock - Beggar
- Marc Alaimo - Frederick La Rouque
- Milt Tarver - Federation Scientist
- Majel Barrett - Computer voice
- Michael Hungerford - Roughneck
- Pamela Kosh - Mrs. Carmichael
- James Gleason - Apollinaire
- Mary Stein - Devidian woman
- William Boyett - San Francisco policeman
- Alexander Enberg - Young reporter
- Bill Cho Lee - Male patient